# デラム・レコード
デラム・レコード（Deram Records）は、1966年にイギリスで設立されたデッカ・レコードの系列にあるレコード・レーベル。当時、英国デッカは、MCA株式会社が所有していた米国のデッカ・レーベルとは別会社であった。デラムのレコーディング作品は、ロンドンレコードとして知られる英国デッカのアメリカ支社を通じて米国で配給された。デラムは1979年まで活動し、その後、再発レーベルとして継続した。

## 1966年–1968年
1960年代、デッカのレコーディング・エンジニアは、ステレオ録音を改善する方法を試みた。そして彼らは「デッカ・パノラミック・サウンド (Decca Panoramic Sound)」と呼ばれる技術を編み出した。「デラミック (Deramic)」という用語は、この略語として作成されたものである。この新しいコンセプトによって、楽器間のスペースが広くなり、これらのサウンドは耳触りの良いものになった。ポピュラー音楽における初期のステレオ録音は通常、左端のみ、中央のみ、右端のみというサウンドとしてミックスされていた。これは、1967年頃までは最先端だったプロ仕様の4トラック・リール・トゥ・リール・レコーダーの技術的な制限によるものだった。
デッカは当初、デラム・レコードを、現代のポップおよびロック・ミュージックのデラミック・サウンドによるレコーディングのアウトレットと考えたが、デラム初期のレコーディングのすべてがこの手法を使用したわけではない。「デラミック・サウンド」は、より自然なステレオの広がりを持つレコーディング作品を作成することを目的としていた。基本的な違いは、4トラック・レコーダーからの4つの個別（モノ）のトラックをオーバーダビングおよびミキシングする代わりに、デッカのレコーディング・エンジニアが4トラック・マシンをペアで使用して複数の2チャンネル（ステレオ）レコーディングをレイヤー化したことである。この新しいコンセプトと追加のトラックにより、エンジニアはステレオ・フィールド内の任意の位置に楽器をより簡単に配置できるようになった。
「デラミック・サウンド」のコンセプトを立ち上げるために、デラムは1967年10月、6枚のイージーリスニング・オーケストラ調のポップ・アルバムをシリーズで発表した。そのすべてのアルバム・タイトルに「Night」という単語が含まれていた。つまり、『Strings in the Night』『Brass in the Night』といった具合である。しかし、レーベルはすぐに「オルタナティヴ」または「プログレッシブ」なアーティストの母体として生まれ変わった。この一連の最初となるレコーディングは、ムーディー・ブルースによる1967年11月リリースのアルバム『デイズ・オヴ・フューチャー・パスト』であった。
プロ品質の8トラック・レコーダーが、1968年にアドヴィジョン・スタジオ (Advision Studios)やトライデント・スタジオ (Trident Studios)をはじめ、多くのイギリスのスタジオに登場し始めた。これら8トラックの機器は、デュアル4トラック・レコーダーのセットアップよりもはるかに柔軟性があった。デッカのエンジニアは、他の主要なスタジオよりも多くのトラックを持つという優位性がなくなったため、「デラミック・サウンド」のコンセプトはすぐに時代遅れとなり、取りやめとなった。1968年後半または1969年初頭までに、デッカは独自の8トラック・レコーダーを入手していた。

## 1969年–1979年
レーベル・リストには後からイギリスのジャズとフォークが含まれた。マイク・ギブス、ジョン・サーマン、マイク・ウェストブルックなど、1960年代後半のよりプログレッシブなジャズ・ミュージシャンによる作品の一部がデラムからリリースされた。デラムのアルバムには、モノラルのDMLプレフィックスとステレオ・リリースのSMLプレフィックスが含まれていた。他の英国デッカの子会社レーベルと同様、デラムの米国における対応レーベルはロンドンレコードの下で配給された。デッカは、アイランド・レコード、ハーヴェスト・レコード（EMIレコードによって開始）、およびヴァーティゴ（フィリップス・レコードによって開始）に対抗するものとデラムを位置付けたが、競争に敗れた。SDLプレフィックスが付いた「追加の」プログレッシブ・シリーズでも、状況は改善されなかった。
デッカは最初から、デラムにおけるプログレッシブ・アーティストに近いポップ・レコードも手掛けていた。キャット・スティーヴンスはアイランド・レコードに移る前の早い段階でデラムにおいて成功を収めており、デヴィッド・ボウイのファースト・アルバムがレーベルから登場した。デラムの最も初期のヒット曲である3曲、プロコル・ハルムの「青い影」と、ザ・ムーブの「Night of Fear」と「I Can Hear the Grass Grow」は、デラムに直接は契約していないアーティストによって社外で制作された。彼らはストレートアヘッド・プロダクションズとの契約に属しており、プロダクションは後に彼らの作品をEMIに移し、再導入されたリーガル・ゾノフォン・インプリントからリリースさせた。
1969年に、デッカは1年足らず続くこととなったプログレッシブ・レーベル「ノヴァ (Nova)」を打ち出した。「デラム・ノヴァ」と「デッカ・ノヴァ」の同時リリースが登場したため、これはさらに混乱を引き起こした。デッカはデラムからジャスティン・ヘイワードのアルバム『ソングライター』（1977年）と『ナイト・フライト』（1980年）のヴァイナル・アルバムをリリースしている。バナナラマ、モ・デッツ、スプロッジネッサバウンズがアーティスト・リスト含まれるようになった1980年代初頭、レーベル名は一時的に復活した。デラムは、デッカ/ロンドンのカタログにおける他のレコーディング作品の再発にも使用されている。